# Sanctuaire de Notre-Dame de Bétharram
 (octobre 2015).
Pour les articles homonymes, voir Bétharram.

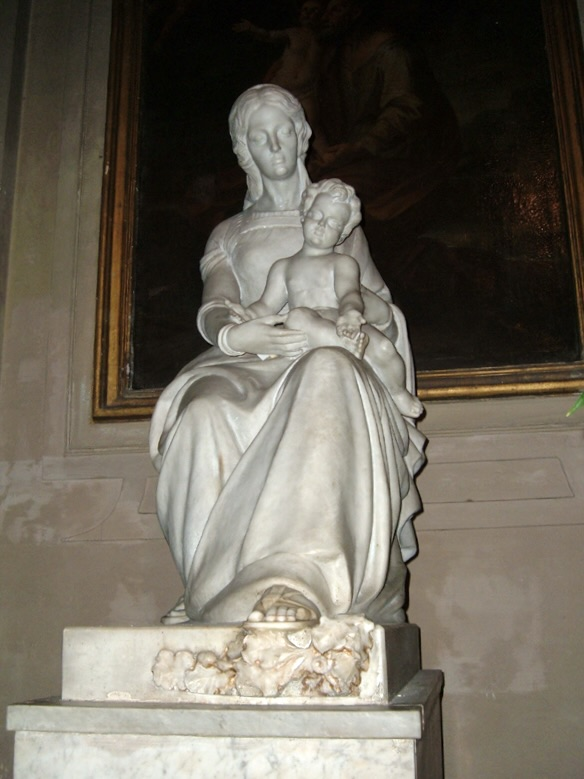
Statue de la Vierge de Bétharram conservée à l'église Sainte-Marie des Miracles à Rome.

Le sanctuaire Notre-Dame de Bétharram est un sanctuaire marial situé à Lestelle-Bétharram, commune du département des Pyrénées-Atlantiques en France.

## Localisation
Le sanctuaire Notre-Dame de Bétharram est situé à 15 km de Lourdes, et à 25 km de Pau.

## Histoire

### XVesiècle
Au XVe siècle, selon la tradition, la Vierge Marie sauve de la noyade une jeune fille tombée dans le gave en lui tendant un rameau. En béarnais, beth arram signifie « beau rameau ».

### XVIIesiècleetXVIIIesiècle
Au début du XVIIe siècle, le prêtre Hubert Charpentier y ouvre un hospice pour les pèlerins et les ecclésiastiques qui y sont basés. Il fait aussi agrandir la chapelle existante et crée un monastère, afin de donner naissance au sanctuaire, dont l'accès est désormais ponctué par un chemin de croix. Durant le même siècle, plus de quatre-vingts guérisons miraculeuses y avaient été recensées[réf. nécessaire].
Pierre de Jélyotte, né à Lasseube en 1713, sera pensionnaire de Betharram, il y reçut une instruction littéraire et une éducation musicale. Un de ses oncles était un prêtre résident au sein du sanctuaire.

### XIXesiècle
Au XIXe siècle, Pierre Gorse réalise une série de lithographies inspirées de reliefs de Joseph Alexandre Renoir dont la vente est destinée à la restauration du sanctuaire[réf. nécessaire].

### XXIesiècle
Après la restauration de la chapelle Notre-Dame qui a duré une année, les stations du calvaire sont aussi en restauration jusqu'en 2023. Le sanctuaire a bénéficié de la Mission Stéphane Bern pour sa restauration,.

## Accusations de viols et de violences physiques
Début février 2024, une enquête menée par la gendarmerie de Pau est ouverte à l'encontre d'enseignants de l'école située dans le sanctuaire de Notre-Dame de Bétharram. Dix prêtres et quatre laïcs sont incriminés par d'anciens élèves pour des faits de violences, agressions sexuelles et viols, commis entre 1970 et 1990 à Notre-Dame-de-Bétharram, établissement catholique sous contrat renommé aujourd'hui Ensemble du Beau Rameau. En cette mi-février 2025, le parquet de Pau a reçu 112 "lettres-plaintes", dans lesquelles les personnes estimant avoir été victimes résument ce qui leur est arrivé, affirme une source judiciaire.

## Art et architecture
Le sanctuaire actuel se compose de deux espaces sacrés : la chapelle Notre-Dame qui correspond à l'ancien sanctuaire du XVIIe siècle, et la chapelle Saint Michel Garicoïts, construite au XXe siècle à l'occasion de la béatification du fondateur de la Congrégation des Prêtres du Sacré-Cœur de Jésus de Bétharram.

### La chapelle Notre-Dame
Il s'agit d'un lieu de culte dont la façade de marbre gris présente trois niveaux superposés, flanqués de deux tours rectangulaires à toiture trapézoïdale au sommet desquelles se dressent deux croix. Au centre se trouve un ample porche encadré de deux portes latérales plus petites.
Au premier niveau supérieur, la niche centrale aux contours légèrement saillants abrite une statue de la Vierge Marie, avec sur les côtés deux fenêtres symétriques, tandis qu'entre la façade de l'église proprement dite et les tours s'élèvent quatre statues, superposées deux à deux, représentant les évangélistes.
Le niveau supérieur contient des motifs décoratifs avec, au centre de la partie basse de la toiture, une horloge. La toiture, en forme de bulbe, est recouverte d'ardoise d'où émergent un clocher et deux tours superposées, le tout dans le plus pur style béarnais.
L'intérieur se compose de trois nefs. Au fond de la nef centrale se détache le maître-autel au-dessus duquel, au centre, trône la statue d'une Vierge à l'Enfant, œuvre du sculpteur Alexandre Renoir, entourée des statues de sainte Anne et de saint Joachim (à gauche) et de sainte Élisabeth et saint Zacharie (à droite).
Il y a encore huit grandes toiles dépeignant l'enfance de Jésus. Deux autels, remontant à la première moitié du XVIIe siècle, sont décorés de sculptures représentant, l'une, l'apparition d'une statue miraculeuse aux pastoureaux, et l'autre la Vierge Marie et sa famille.
À l'entrée, une statue en bois du XVIIIe siècle représente Jésus-Christ à la colonne ; cette sculpture est la seule qui réchappa à la furie iconoclaste de la Révolution française. Il y a enfin deux statues de la Vierge antérieures à celle de Renoir. La plus ancienne, en bois polychrome du XIIIe siècle, représente la Vierge Marie donnant le sein à l'Enfant Jésus. Les vitraux qui ornent la paroi côté Gave racontent l'histoire de Bétharram.

#### Extérieur

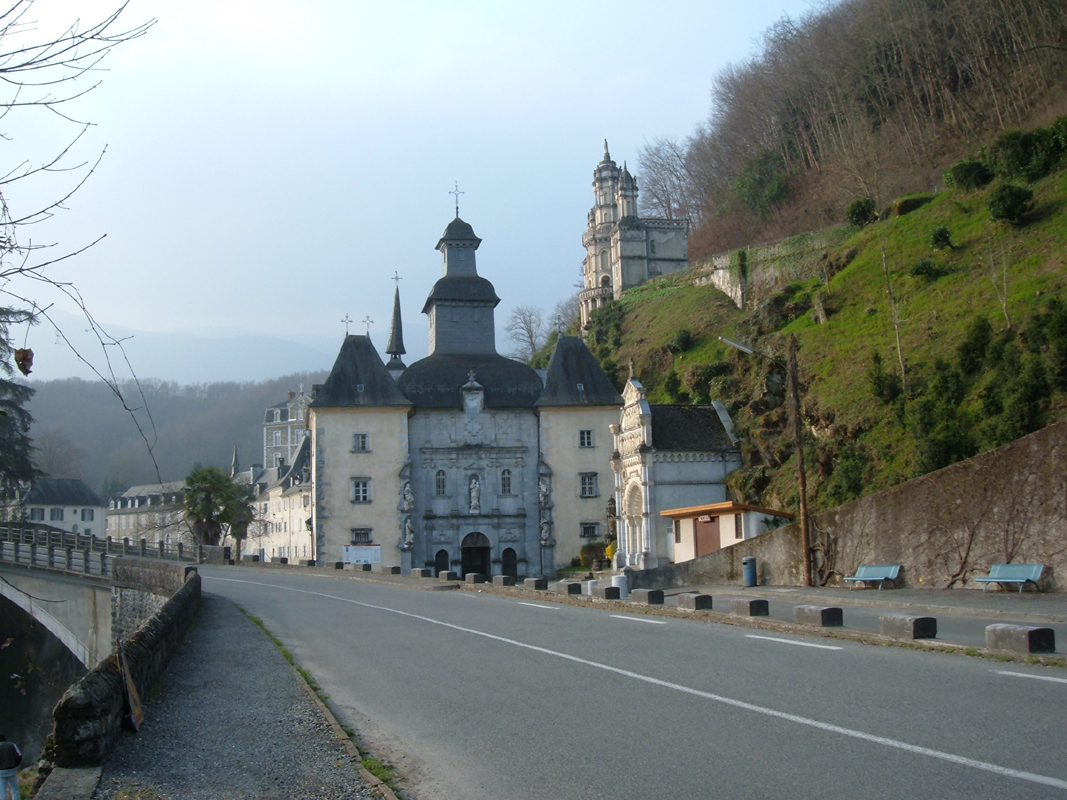
Chapelle Notre-Dame de Bétharram, Pierre Gorse (1816–1875).
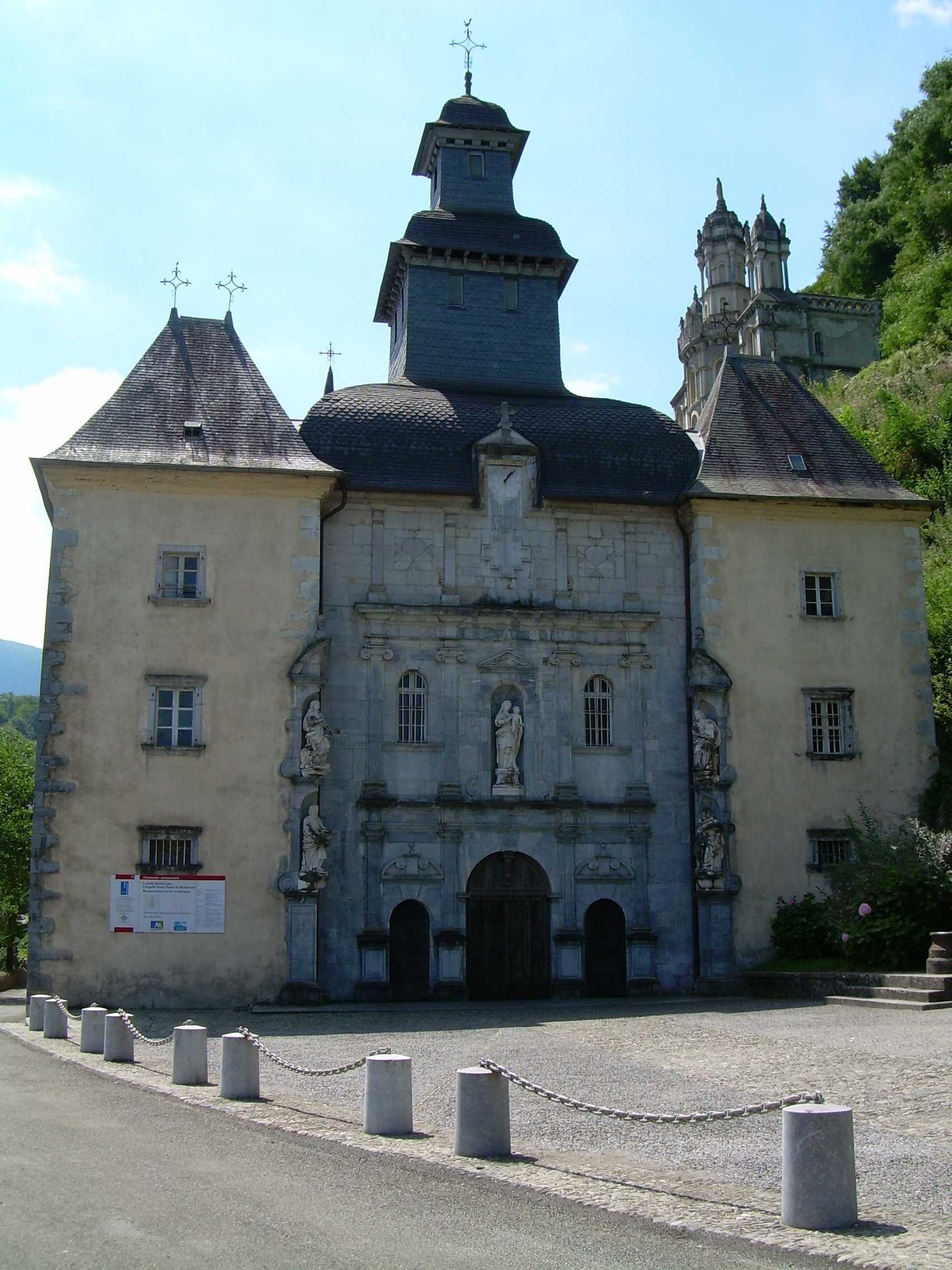
Chapelle Notre-Dame de Bétharram.
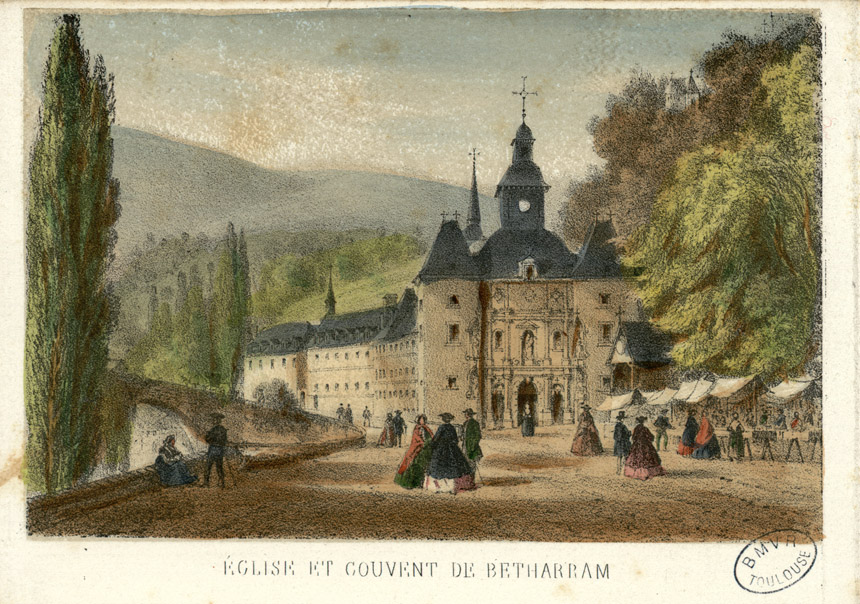
Église et couvent de Bétharram, Charles Mercereau  (1822–1864).

#### Intérieur

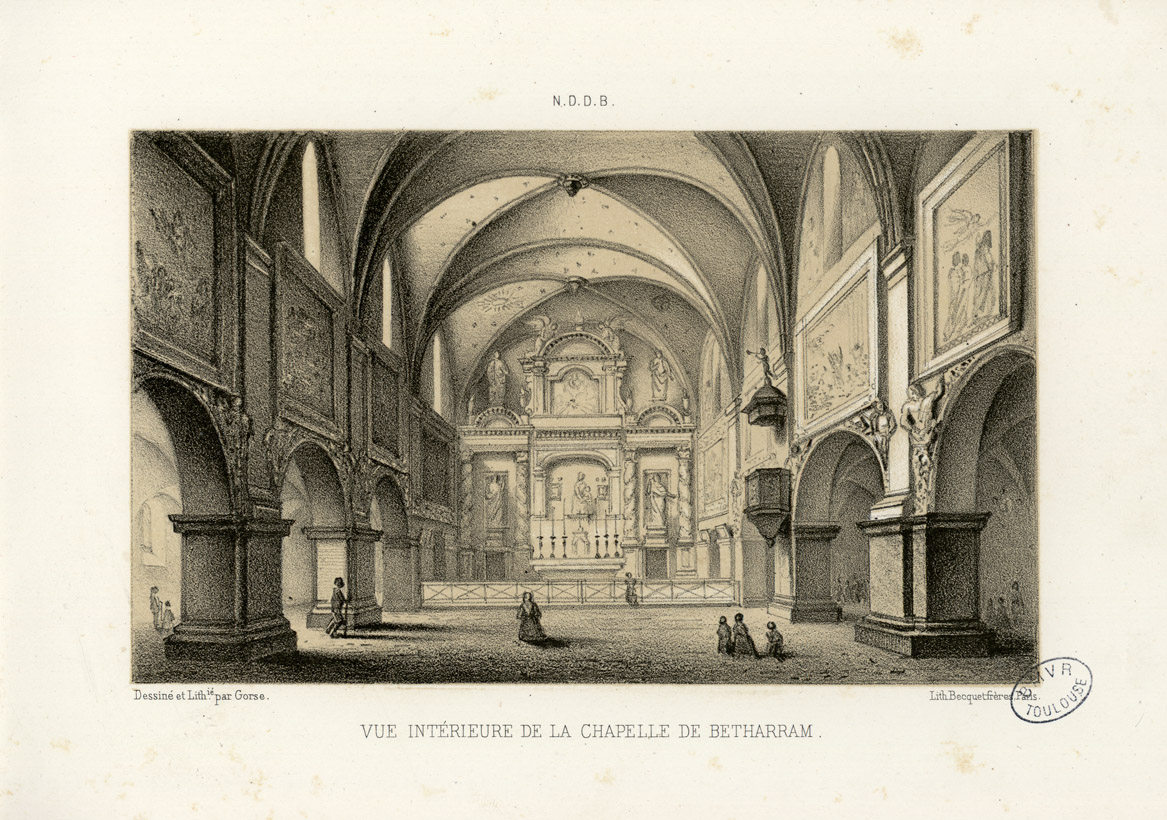
Vue intérieure de la chapelle de Betharram, Pierre Gorse (1816–1875).
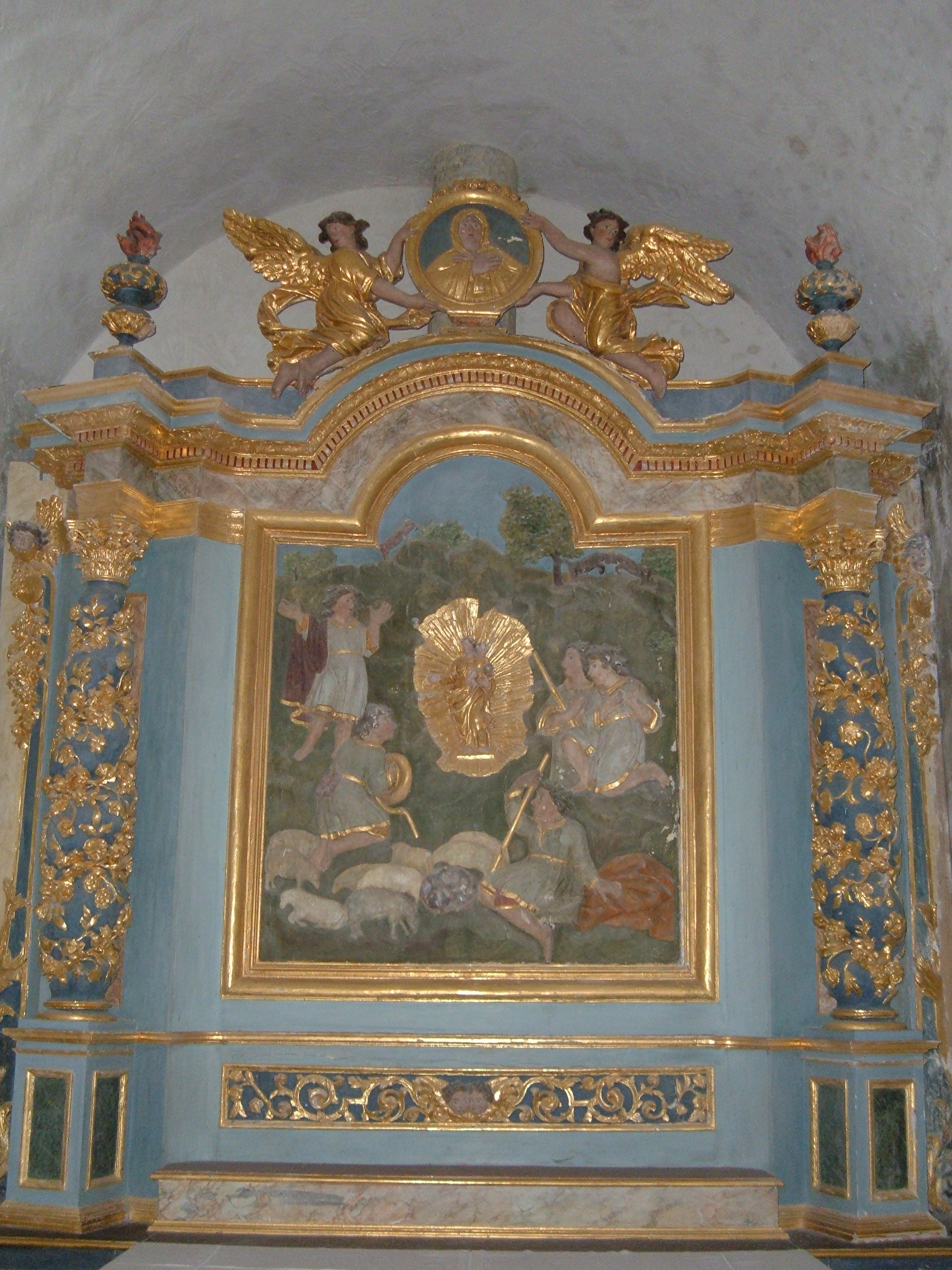
Retable représentant l'apparition de la Vierge à l'Enfant à des bergers.
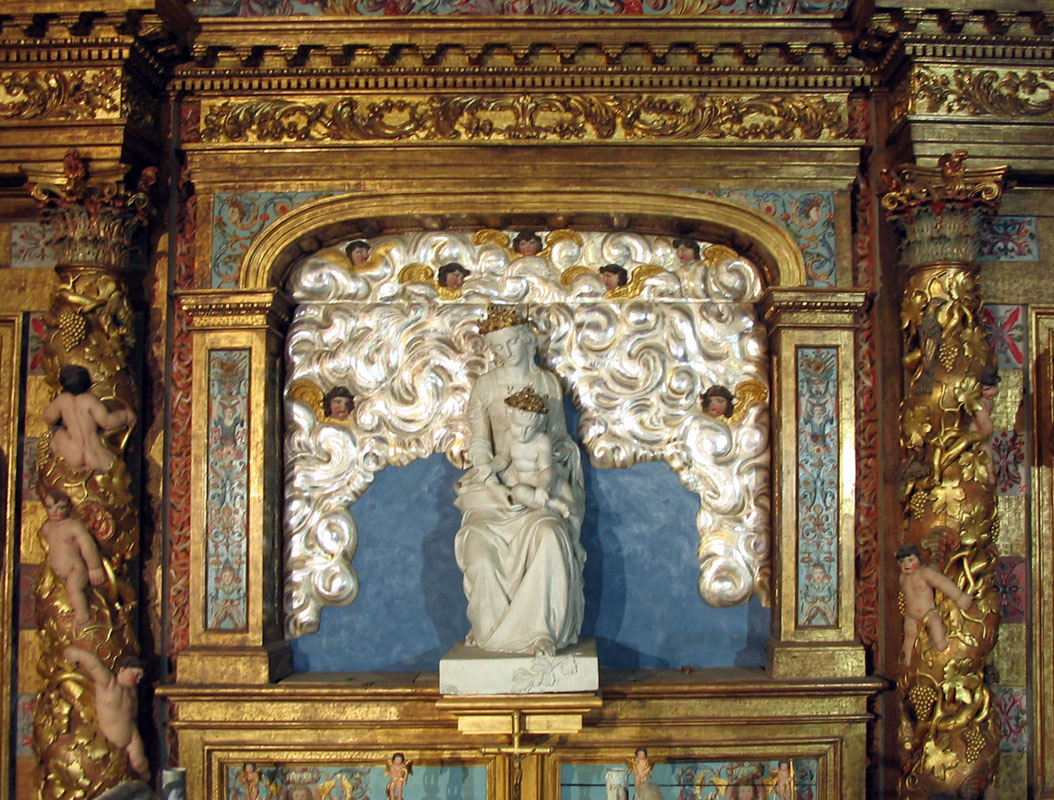
Au centre du retable, une statue de la Vierge à l'Enfant de Bétharram. Œuvre d'Alexandre Renoir (1845).
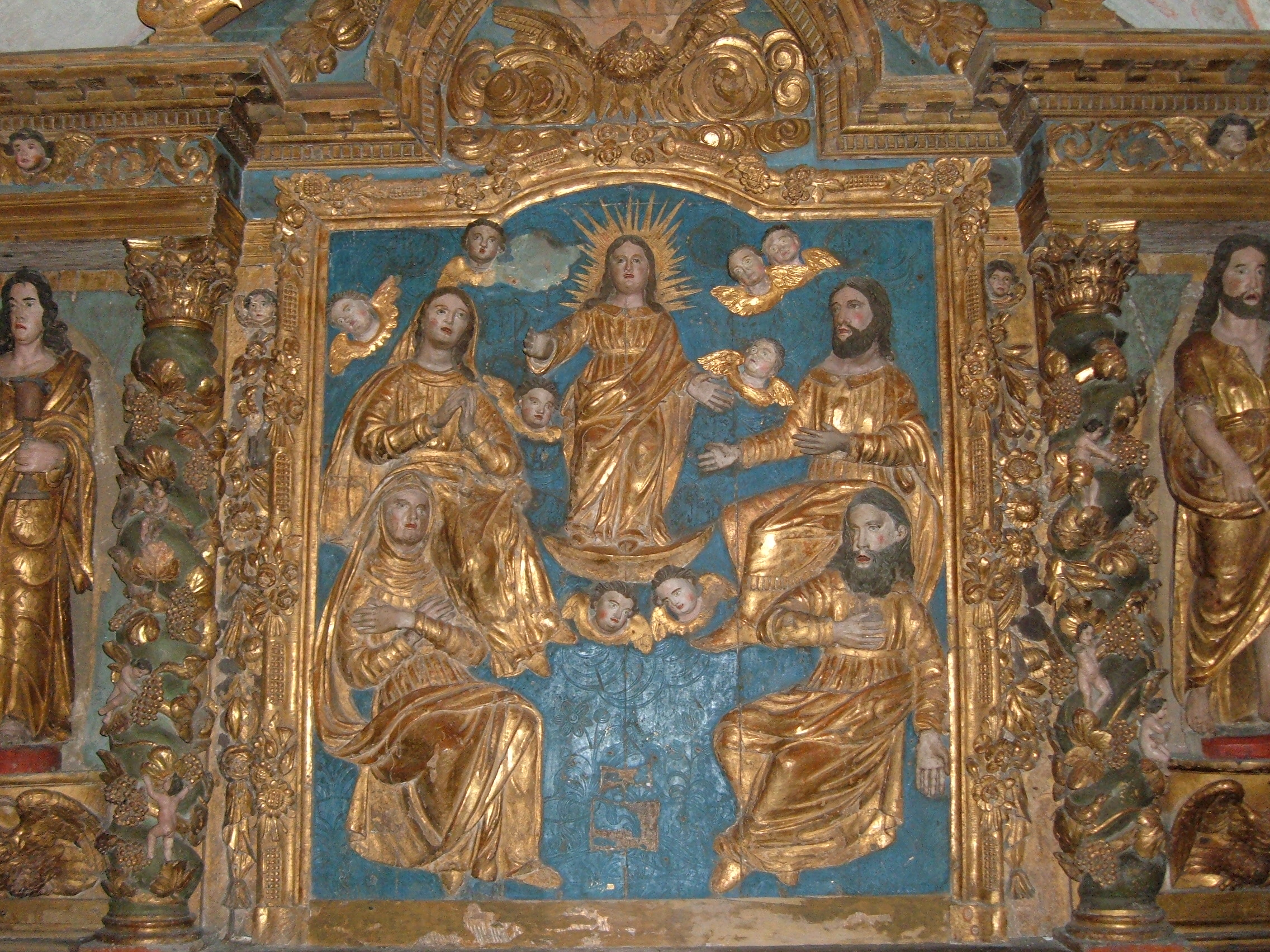
Retable de l'Assomption de Marie.
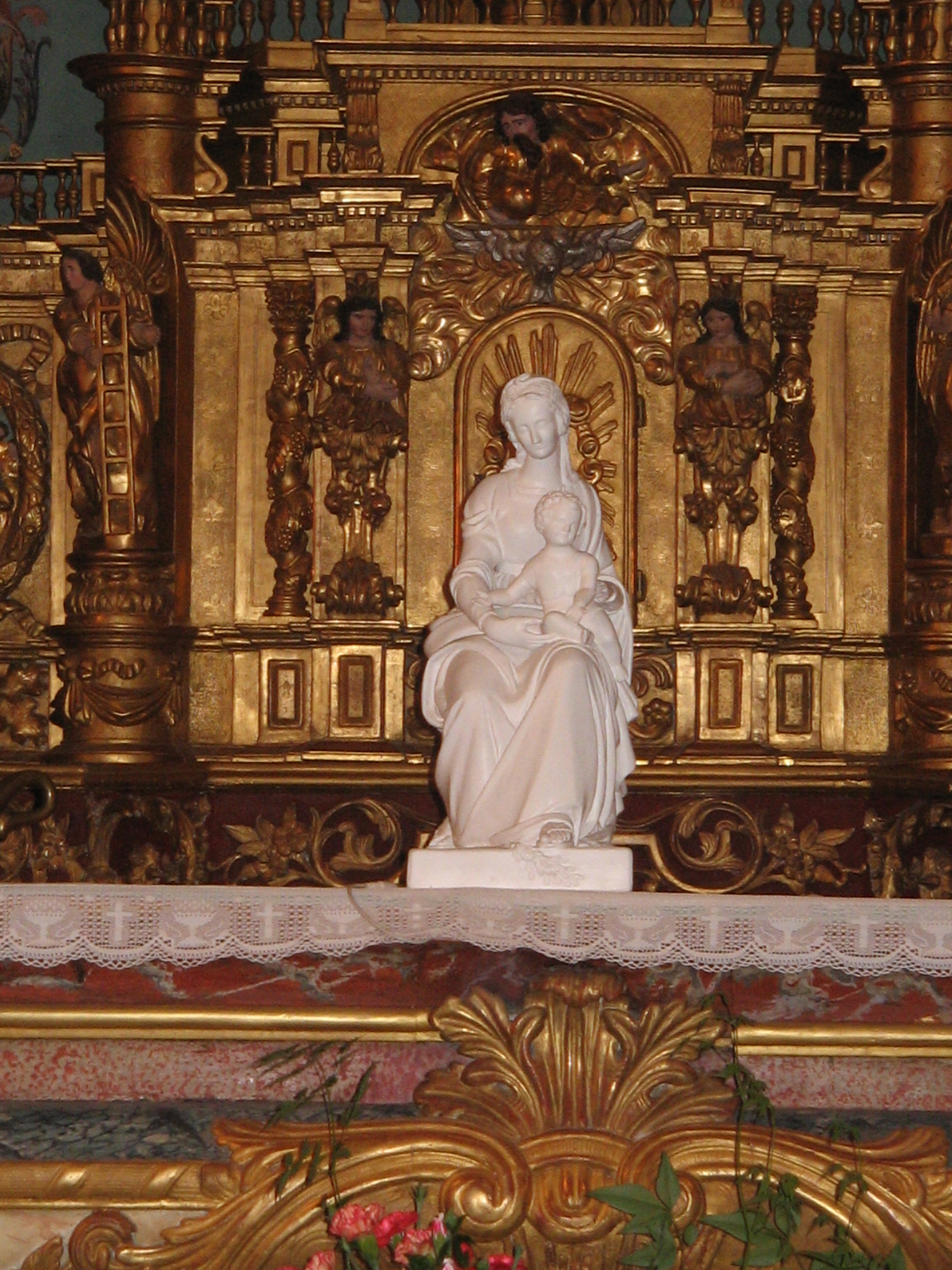
Statuette de la Vierge du Beau Rameau par Joseph Alexandre Renoir (1845), placée sur le maître autel.
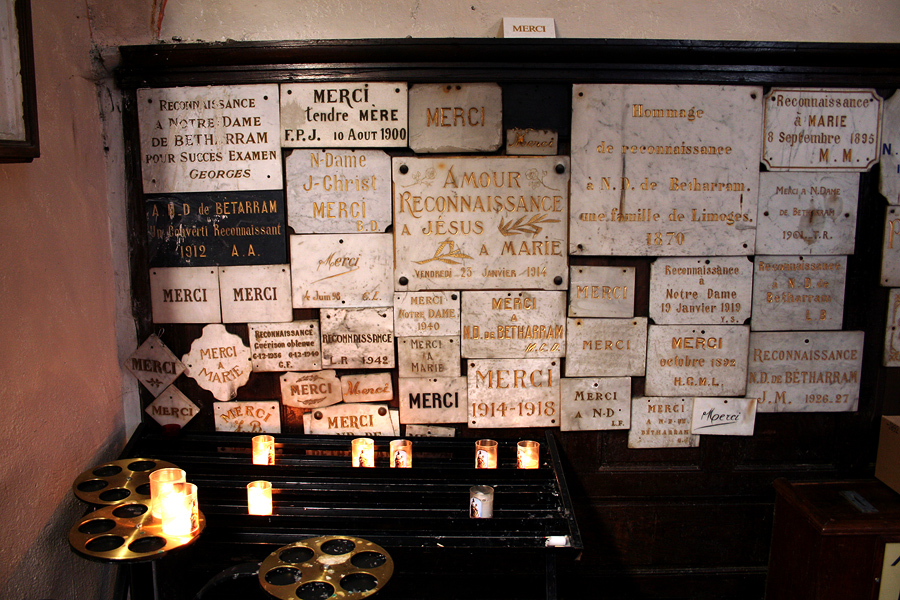
Nombreux ex-votos.
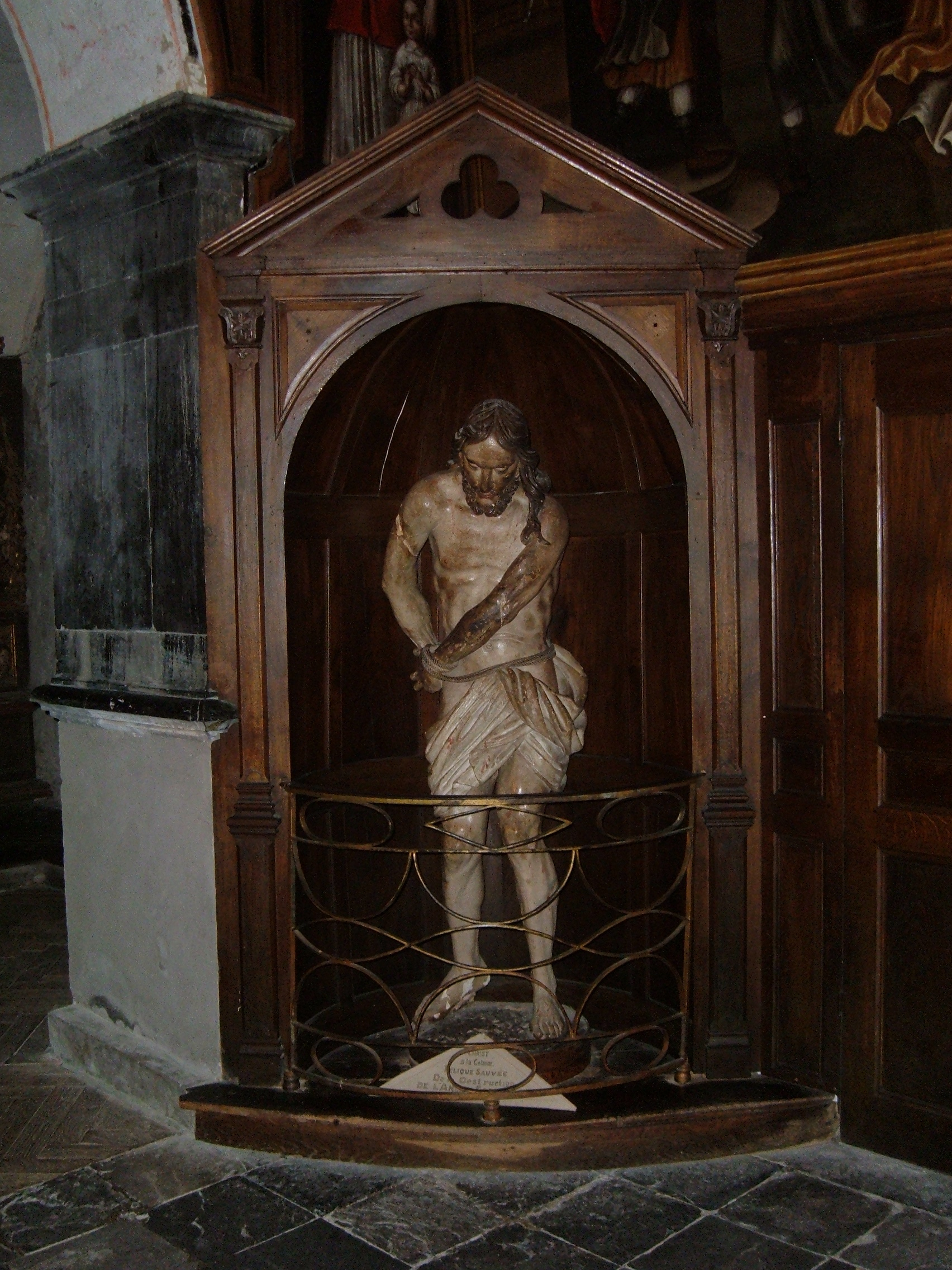
Le Christ à la colonne, statue en bois de l’ancien chemin de croix.

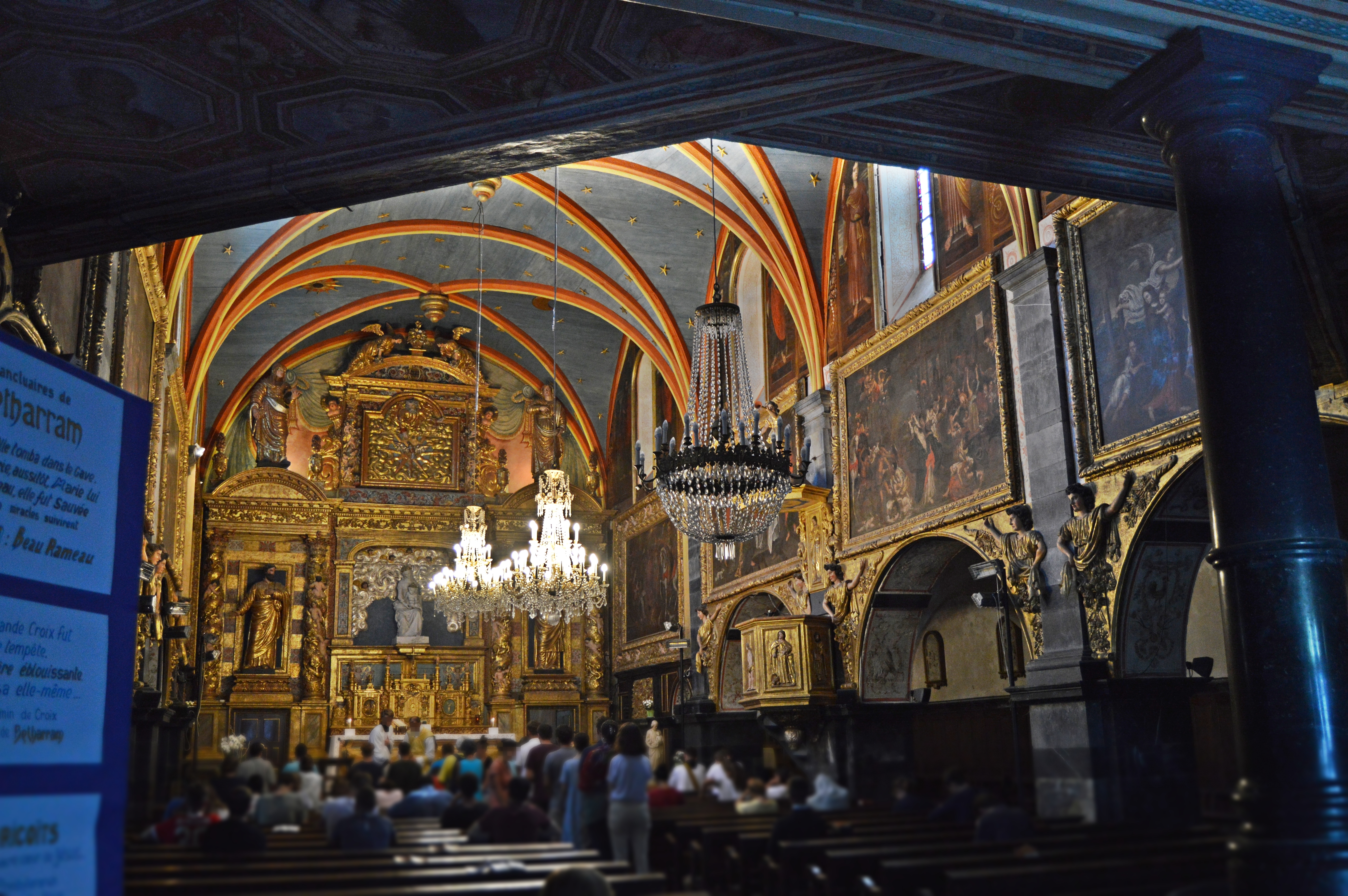
Vue générale.

### Chapelle Saint-Michel-Garicoïts
Conçue par l'architecte Gabriel Andral pour la béatification de Michel Garicoïts en 1922, elle occupe l'espace qui séparait l'ancien monastère du sanctuaire. De plan circulaire, elle est dominée par un maître autel en marbre rouge où sont conservés dans une châsse en bronze les reliques du saint (le visage et les mains en cire).
La chapelle est surplombée d'un balcon à rambarde en fer forgé où sont représentées les vertus que l'Église a reconnues au nouveau saint, à savoir : la Force, l'Humilité, la Douceur, la Tempérance, la Prudence, la Charité et l'Espérance. Dans la coupole est inséré un vitrail figurant la gloire de saint Michel Garicoïts : le saint est présenté par l'archange saint Michel à la Vierge Marie de Bétharram assise sur un trône.

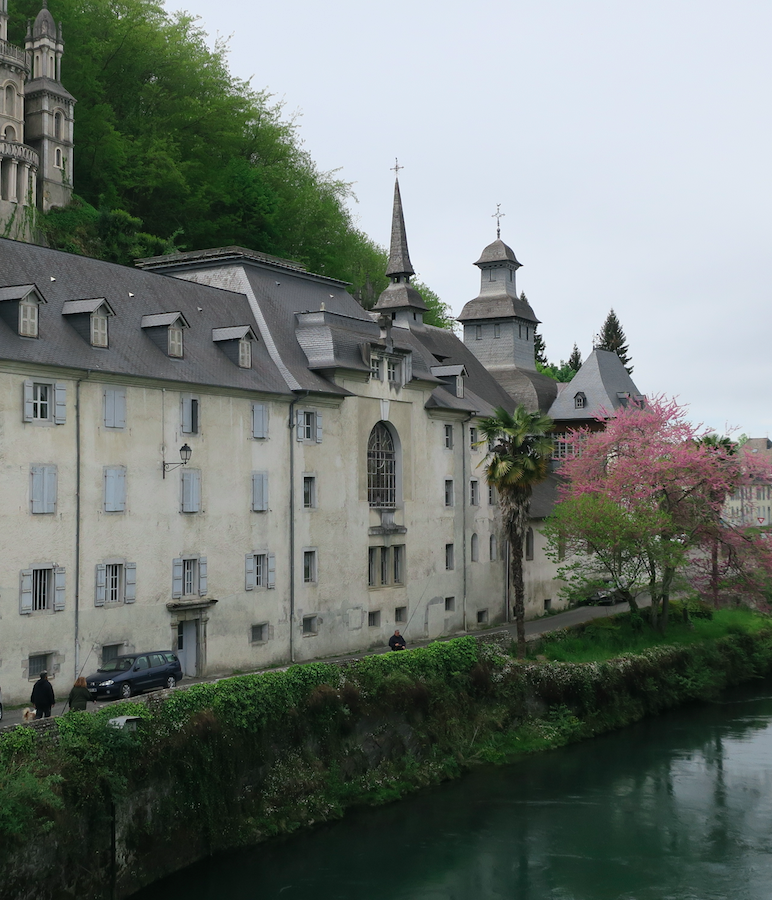
Chapelle Saint-Michel-Garicoïtz.

## Chemin de croix
Sur le versant de la colline surplombant le sanctuaire de Bétharram s'égrène le chemin de croix composé de 15 chapelles blanches, une par station, la première s'élève tout à côté de la chapelle Notre-Dame. Les chapelles sont classées monuments historiques depuis 2002.
En 1623, trois grandes croix furent plantées au sommet de la colline le vendredi saint ; c'était le début du chemin de croix monumental. Il n'y avait que quatre stations pour commencer, puis sept en 1720. Elles furent toutes détruites par la Révolution française, en mars 1794 ; seule la statue en bois du Christ à la colonne, située désormais à l'entrée du sanctuaire, échappa à la destruction,.
Au XIXe siècle, Michel Garicoïts prit l'initiative de rebâtir le calvaire et le chemin de croix. Il fit appel au jeune artiste français, Joseph Alexandre Renoir, qui se mit à l'œuvre en 1840. Quand il dut quitter Bétharram en 1845 pour raisons de santé, il avait terminé sept stations et doté le sanctuaire de la statue en marbre de la Vierge Marie du Beau Rameau. La restauration du chemin de croix fut achevée en 1873 et fut solennellement bénie le 14 septembre, en présence de 25 000 pèlerins.
Le chemin du piémont pyrénéen (GR78), au départ de Bétharram vers Asson, emprunte ce chemin de croix.

## Galerie d'images

Lithographies de Pierre Gorse
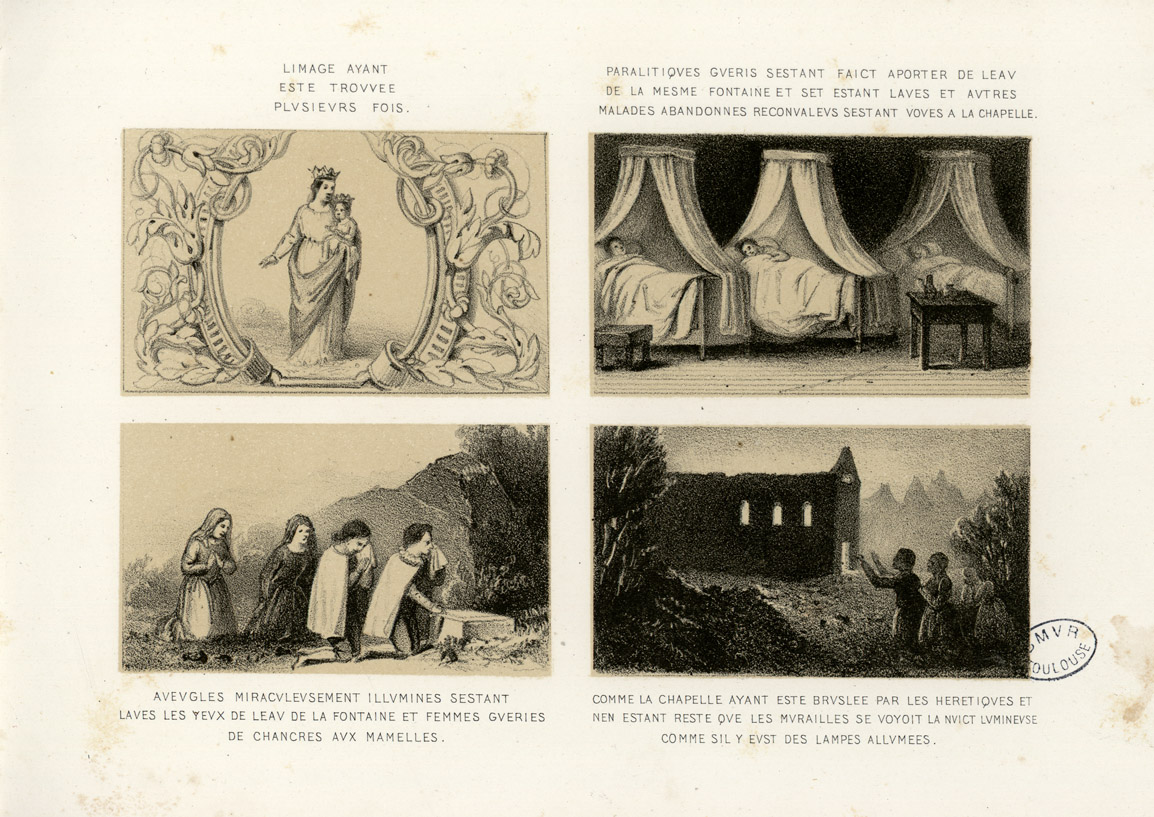
Quatre illustrations des miracles de Betharram, Pierre Gorse (1816–1875).
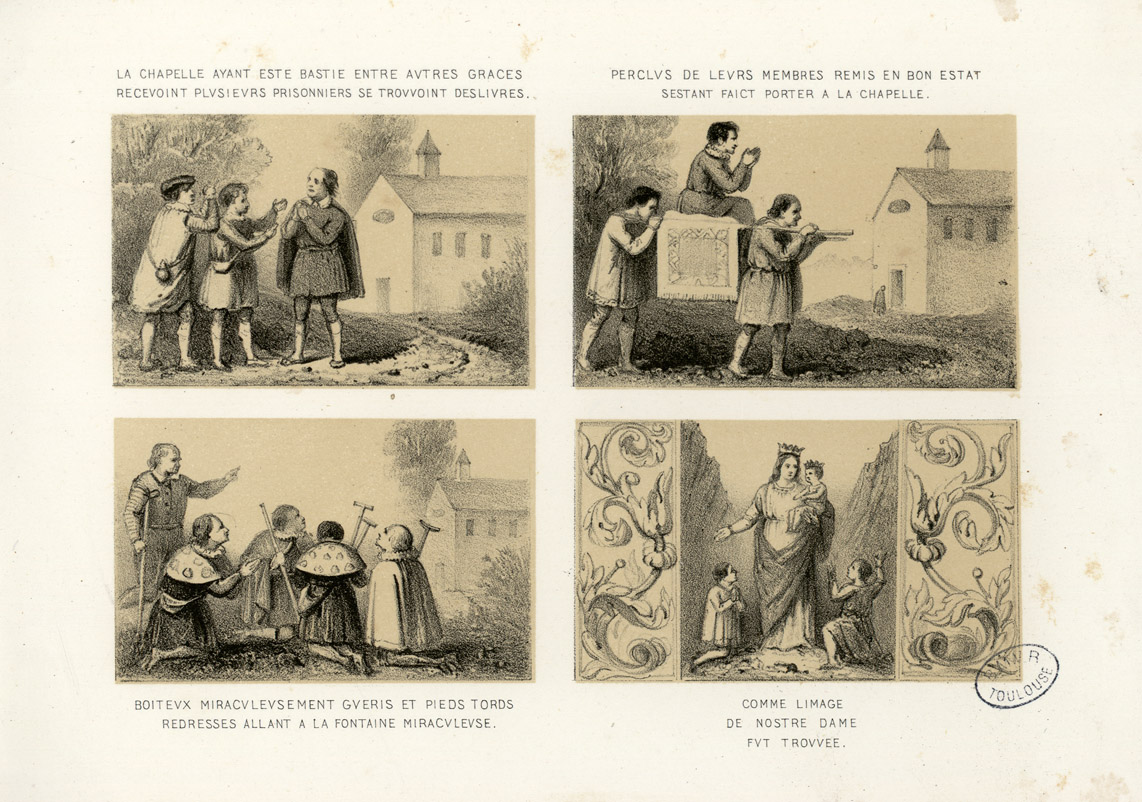
Quatre illustrations des miracles de Betharram, Pierre Gorse (1816–1875).
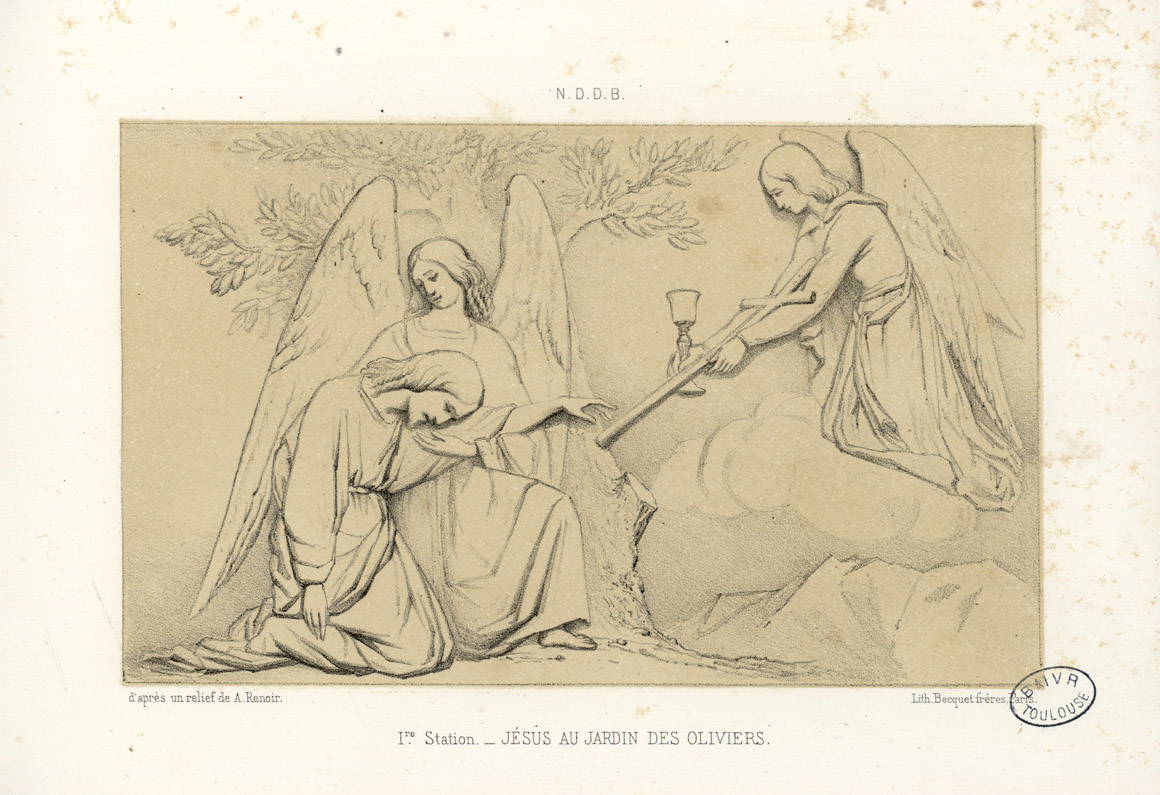
Jésus au Jardin des Oliviers.
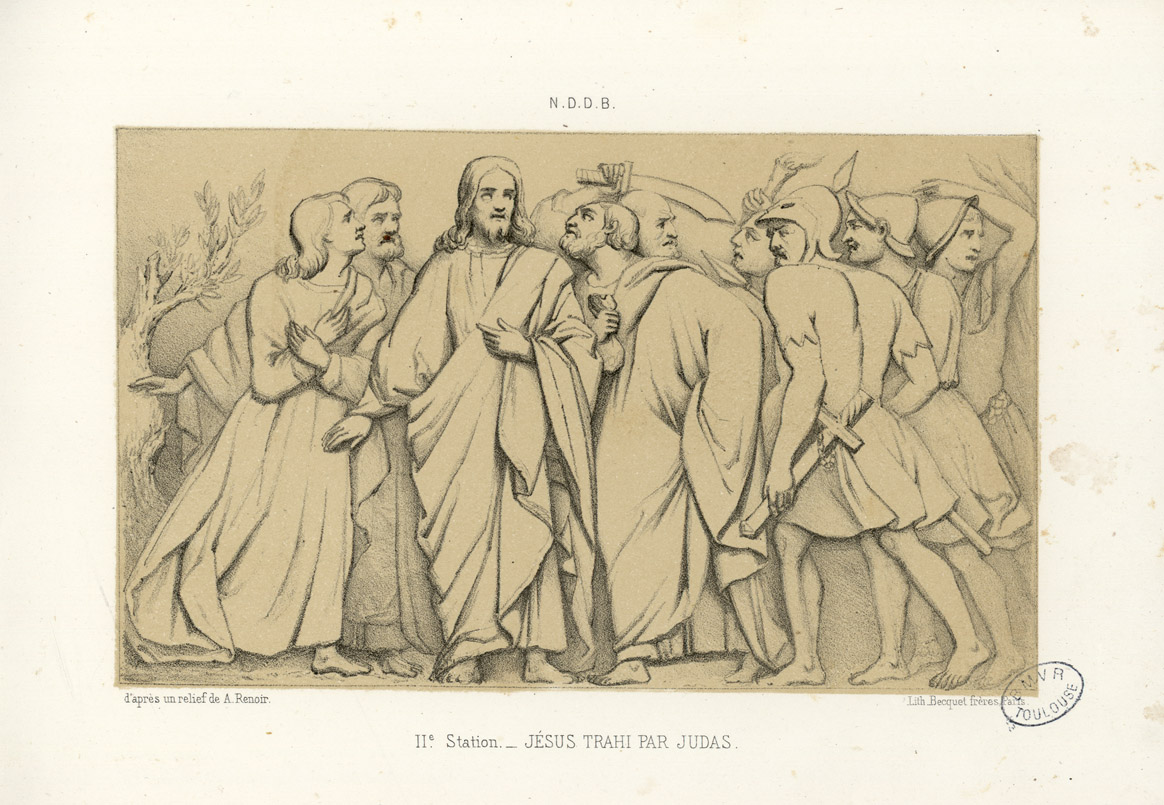
Jésus trahi par Judas.
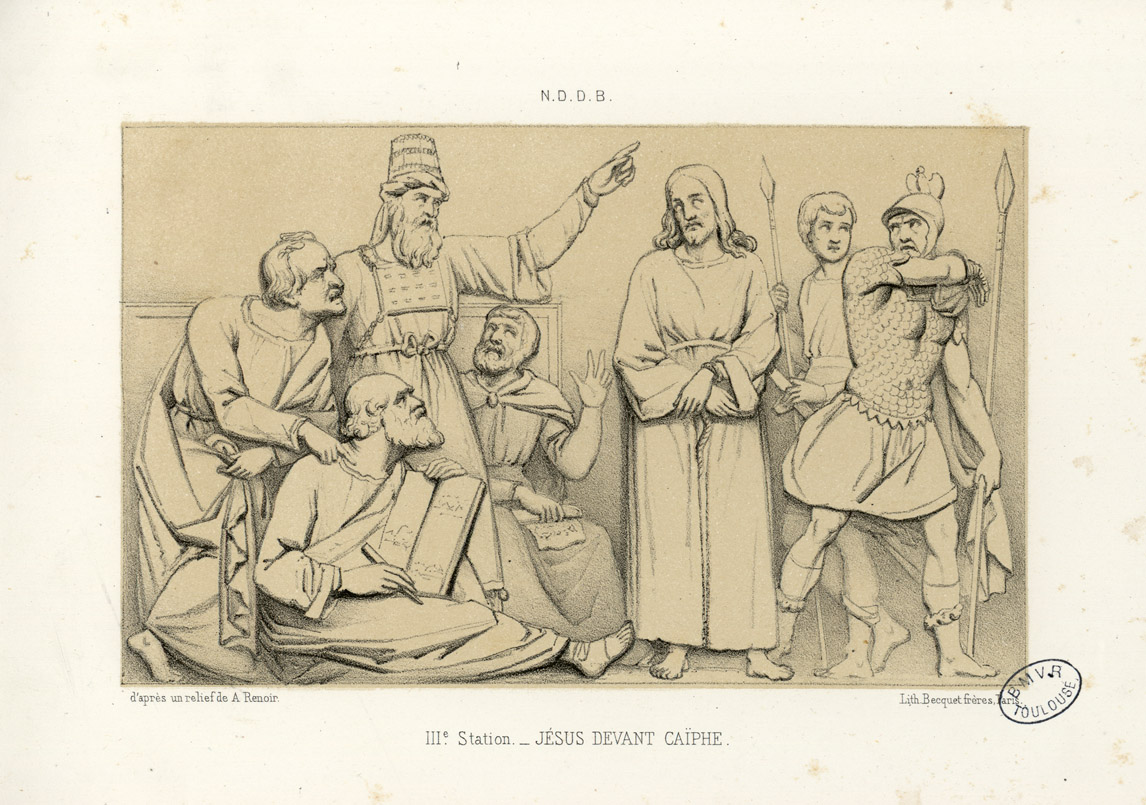
Jésus devant Caïphe.
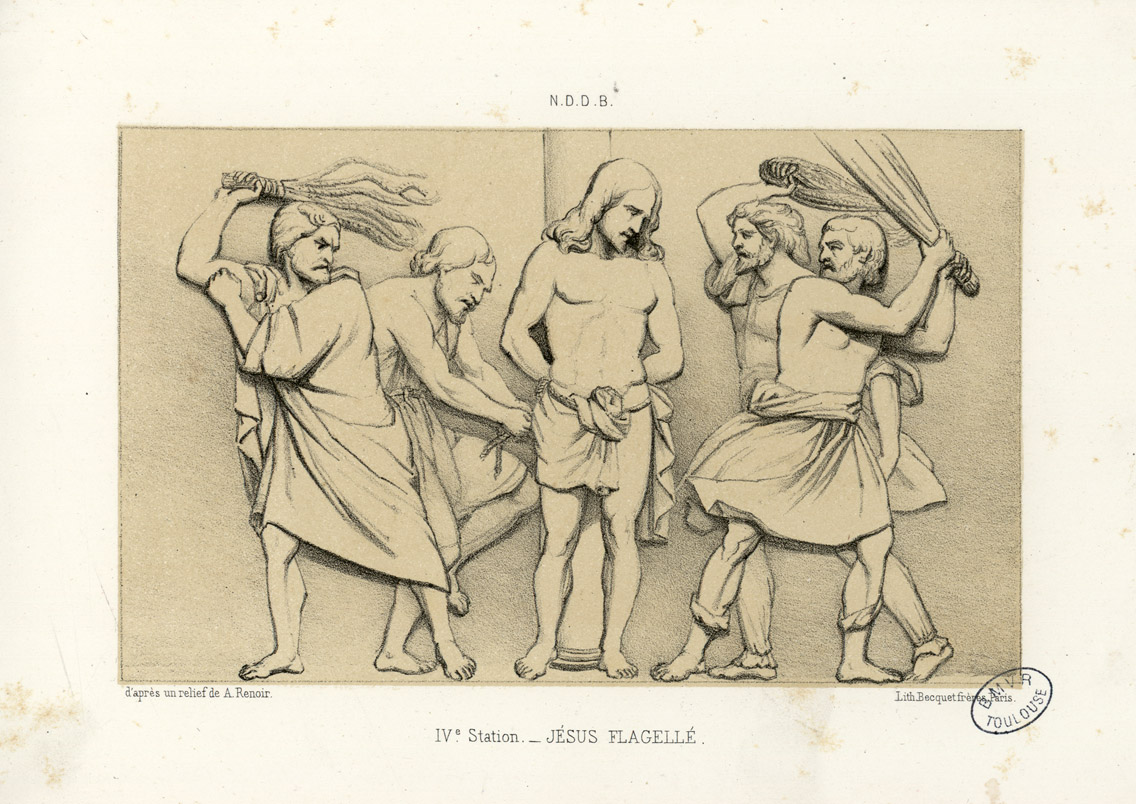
Jésus flagellé.
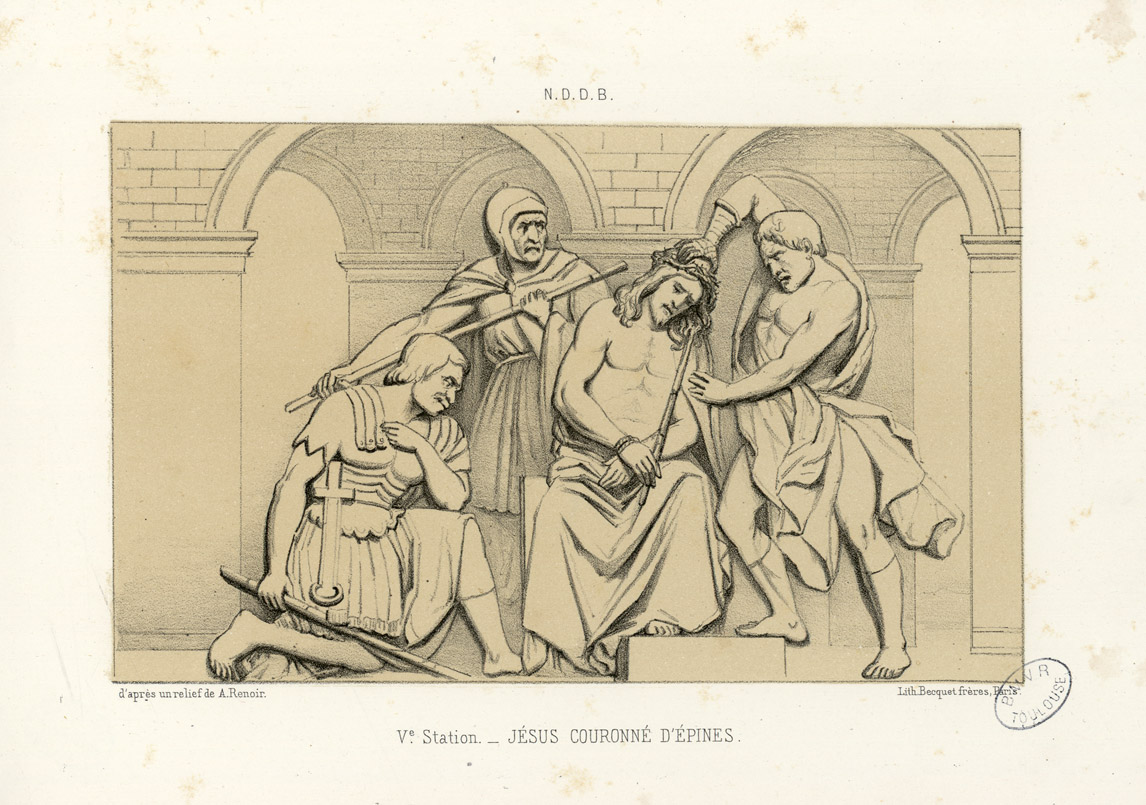
Jésus couronné d'épines.
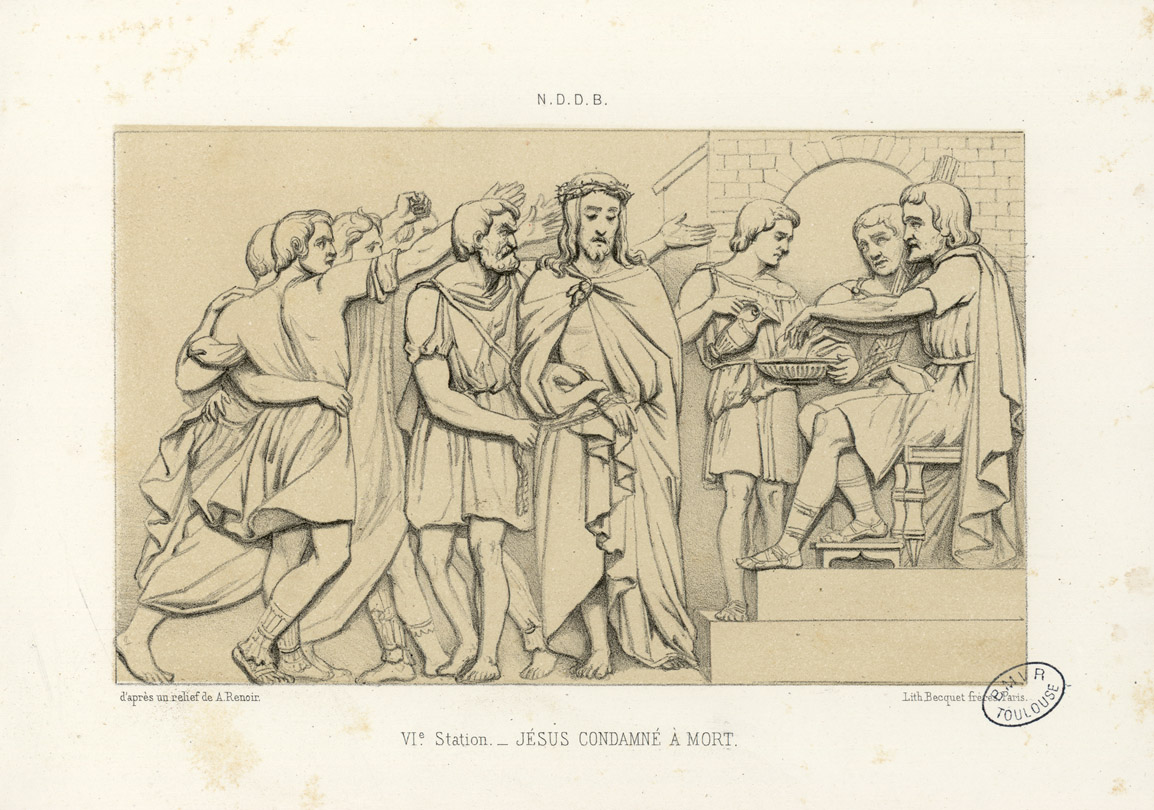
Jésus condamné à mort.
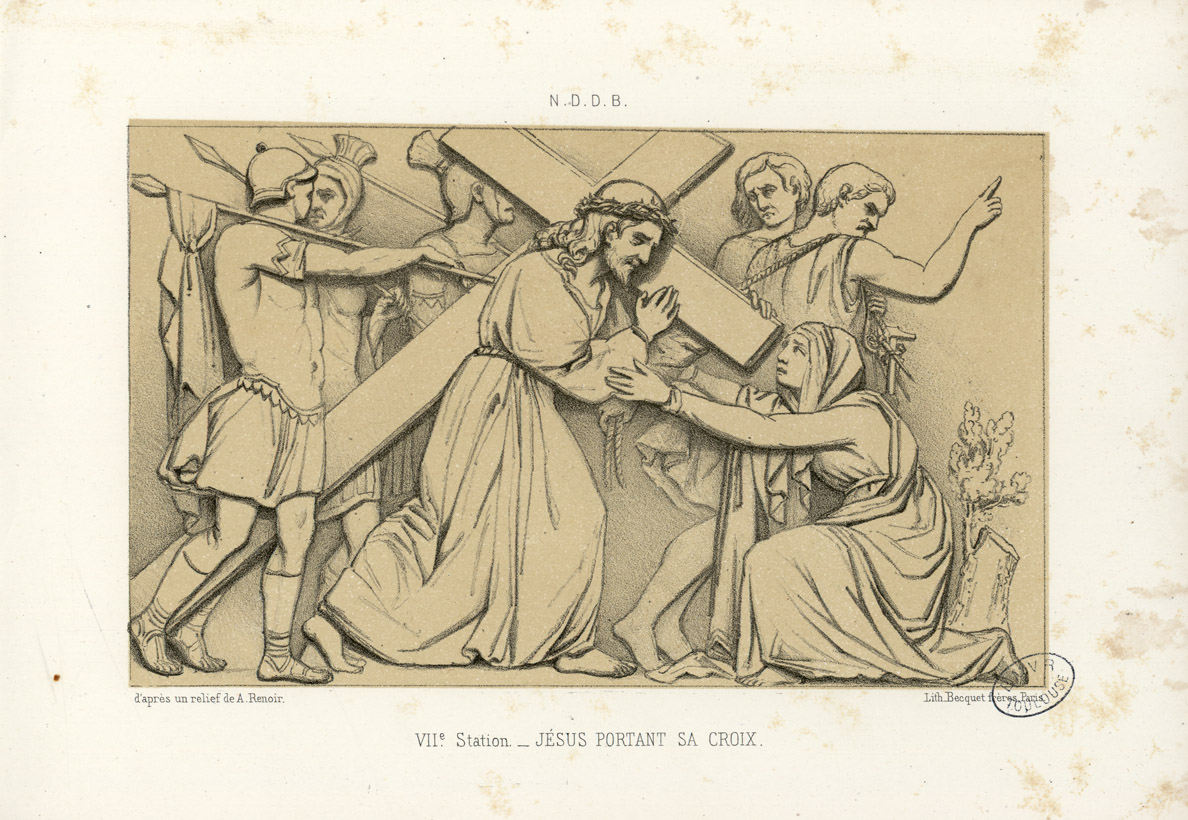
Jésus portant sa croix.
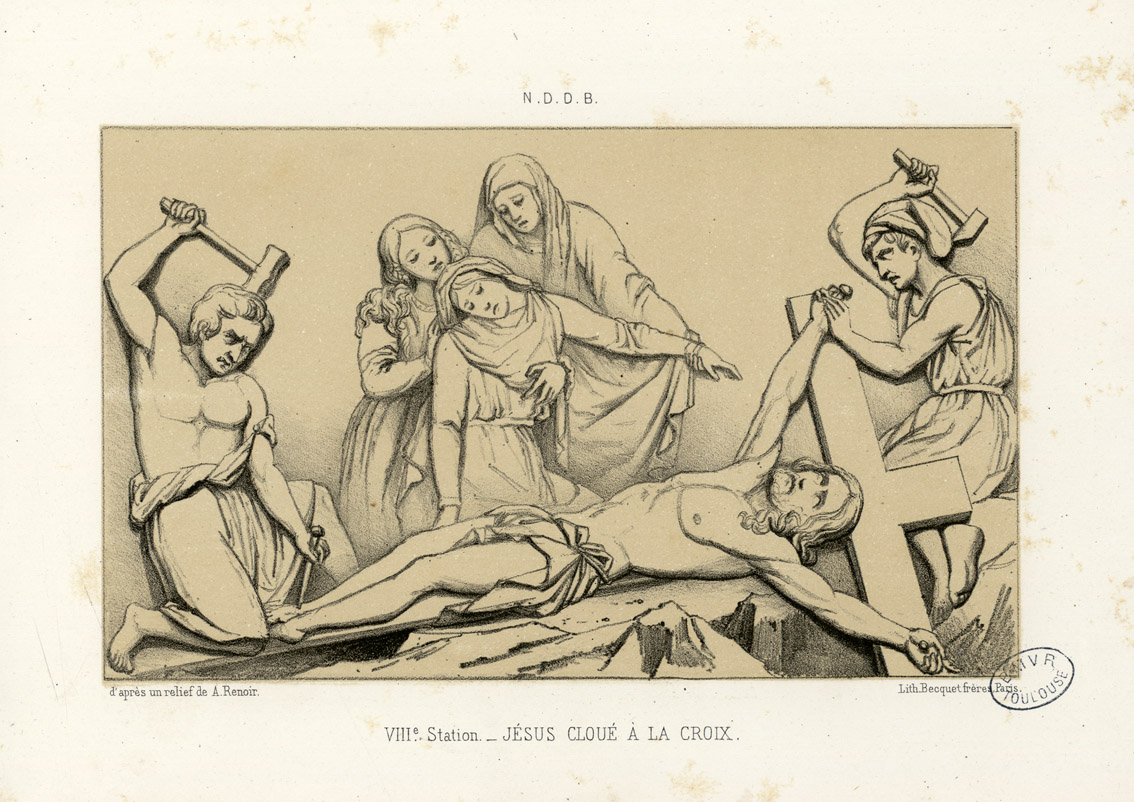
Jésus cloué à la croix.